# Hail to the Thief
Hail to the Thief – szósty studyjny album zespołu Radiohead. Wydany został 9 czerwca 2003 w Wielkiej Brytanii, i 10 czerwca w Stanach Zjednoczonych.
Album został wydany przez wytwórnię Parlophone i wyprodukowany przez Nigela Goodricha, który pracował też przy czterech poprzednich albumach.

## Lista utworów
1. "2 + 2 = 5  (The Lukewarm.)" - 3:19
2. "Sit down. Stand up. (Snakes & Ladders.)" - 4:19
3. "Sail to the Moon. (Brush the Cobwebs out of the Sky.)" - 4:18
4. "Backdrifts. (Honeymoon is Over.)" - 5:22
5. "Go to Sleep. (Little Man being Erased.)" - 3:21
6. "Where I End and You Begin. (The Sky is Falling in.)" - 4:29
7. "We suck Young Blood. (Your Time is up.)" - 4:56
8. "The Gloaming. (Softly Open our Mouths in the Cold.) - 3:32
9. "There there. (The Boney King of Nowhere.)" - 5:23
10. "I will. (No man's Land.)" - 1:59
11. "A Punch Up at a Wedding. (No no no no no no no no.)" - 4:57
12. "Myxomatosis. (Judge, Jury & Executioner.)" - 3:52
13. "Scatterbrain. (As Dead as Leaves.)" - 3:21
14. "A Wolf at the Door. (It Girl. Rag Doll.)" - 3:21